# Samern
Samern là một đô thị thuộc huyện Grafschaft Bentheim trong bang Niedersachsen, nước Đức. Đô thị Samern có diện tích 25,99 km².
Samern nằm giữa Nordhorn và Steinfurt tại biên giới với Nordrhein-Westfalen.